# Bill Strömberg
Bill Strömberg, född 1967 i Malmö är en svensk fridykare. Strömberg har ett rekord i Guinness rekordbok och 25 svenska rekord hittills och är den ende svenske fridykare med rekord i alla kategorier, samtidigt vid ett tillfälle dessutom. År 1998 gjorde Bill sin internationella debut genom att vinna den internationella tävlingen, Red Sea Dive Off, i El Gouna, Egypten, detta i grenen Konstant Vikt. Under samma tävling räddade Bill livet på en medtävlare som fick en black-out på 15 meters djup. Han blev svensk mästare 2000-2005 och tog brons respektive silver i världsmästerskapen 2001 och 2002. År 2004 tilldelades Strömberg "The World Freediving Award" som världens högst rankade fridykare, totalt, då man sammanräknar resultaten i samtliga tävlingsgrenar. År 2006 tävlade Strömberg för det svenska landslaget som blev femma på VM i Egypten, han var dessutom lagkapten för hela den svenska truppen, dam- och herrlag, som totalt blev bästa fridykarnation vid detta VM.  Strömberg var President/ordförande i AIDA International (den Internationella Fridykarfederationen) mellan 2005 och 2010. Han har dessutom varit Svensk Mästare i simning, detta vid Sim-SM 1987.